# グスタフ・ジーモン

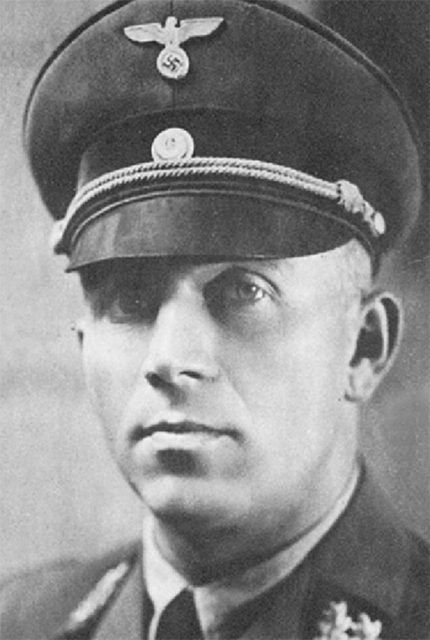
グスタフ・ジーモン（1934年頃）

グスタフ・ジーモン（Gustav Simon, 1900年8月2日 - 1945年12月18日）は、ドイツの政治家であり、国家社会主義ドイツ労働者党（ナチ党）の大管区指導者（ガウライター）の一人である。第二次世界大戦中、ルクセンブルクの民政長官を務めた。

## 生涯
グスタフ・ジーモンは、1900年8月2日、ドイツ帝国のカストロップ（現カストロップ＝ラウクセル）に生まれた。彼は若い頃に農業に従事し、その後教師としての教育を受けた。しかし、ヴァイマル共和政下の政治的混乱の中で、彼は右翼思想に傾倒していく。
1925年、ジーモンはナチ党に入党した。彼は党内で急速に頭角を現し、特に組織運営とプロパガンダの分野でその能力を発揮した。1929年にはナッサウの県議会議員に選出され、政治家としてのキャリアを本格的に開始した。1930年からはナチ党のドイツ国会議員（Reichstagsabgeordneter）を務め、党の重要人物として位置付けられるようになった。
1931年、ジーモンはナッサウ管区（Gau Koblenz-Trier, 後にGau Mosellandと改称）の大管区指導者に任命された。これは彼が党内における地域指導者としての地位を確立したことを意味する。彼はこの地域におけるナチ党の権力掌握と、その後の体制強化に尽力した。
第二次世界大戦が勃発し、1940年5月にドイツがルクセンブルクを占領すると、ジーモンは同国における民政長官（Chef der Zivilverwaltung）に任命された。彼の任務は、ルクセンブルクをドイツに「帰属」させ、ナチスのイデオロギーと政策をルクセンブルク社会に浸透させることにあった。彼はルクセンブルクのドイツ化政策を積極的に推進し、ドイツ語の強制、フランス語の使用禁止、ナチス組織への加入強制などを行った。また、ルクセンブルクのユダヤ人に対する迫害も彼の監督下で実行された。
ナチス・ドイツの敗戦が迫る中、ジーモンはルクセンブルクから逃亡した。彼は1945年12月18日、イギリス軍の捕虜となっている最中に、パーダーボルン近郊の刑務所で自殺したとされる。

## 政治的役割と政策
大管区指導者として、グスタフ・ジーモンは彼の管区において絶大な権力を有していた。彼は地域における党の最高責任者であり、ナチスの政策を施行し、党のイデオロギーを広める役割を担っていた。彼の指導の下、ナッサウ管区ではナチスの教義が徹底され、反対勢力は厳しく弾圧された。
ルクセンブルク民政長官としてのジーモンの主要な任務は、ルクセンブルクをドイツの「民族共同体」に統合することであった。この目標を達成するため、彼は以下の主要な政策を実行した。
- ドイツ化の推進: ルクセンブルク語やフランス語の使用を制限し、ドイツ語を公用語として確立しようとした。学校教育においてもドイツ語が強制され、ドイツの文化や歴史が強調された。
- ナチス組織の導入: ヒトラーユーゲントやドイツ少女連盟といったナチスの青年組織をルクセンブルクに導入し、若者をナチス思想に染めようとした。
- レジスタンスの弾圧: ドイツの占領に抵抗するルクセンブルクのレジスタンス運動に対し、厳格な弾圧を行った。多くのレジスタンス活動家が逮捕され、投獄されたり処刑されたりした。
- ユダヤ人迫害: 1941年以降、ルクセンブルクのユダヤ人に対する迫害を本格化させた。彼らは財産を没収され、ゲットーへの隔離、そして強制収容所への移送が行われた。

## 評価
グスタフ・ジーモンは、ナチス体制下における典型的な地方指導者の一人である。彼は忠実なナチ党員として、党のイデオロギーを盲信し、その政策を躊躇なく実行した。特にルクセンブルクにおいては、そのドイツ化政策とユダヤ人迫害において重要な役割を果たした。彼の行動は、ナチスが占領地において行った残虐行為の一部を構成するものである。彼の名前は、ルクセンブルクの占領と苦難の歴史と密接に結びついている。

## 参考書籍
- Fink, Jörg. Gustav Simon: Gauleiter, Chef der Zivilverwaltung in Luxemburg. Paderborn: Schöningh, 2011.
- Schneider, Wolfgang. Die Gauleiter: Politische Elite des Dritten Reiches. Düsseldorf: Droste, 2004.
- Art, Ronald. The Politics of Genocide: The Holocaust in Luxembourg. New York: Berghahn Books, 2017.